# (4954) Eric
(4954) Eric es un asteroide que forma parte de los asteroides Amor y fue descubierto por Brian P. Roman el 23 de septiembre de 1990 desde el observatorio del Monte Palomar, Estados Unidos.

## Designación y nombre
Eric se designó al principio como 1990 SQ.
Posteriormente, en 1991, fue nombrado en honor del explorador noruego Erik el Rojo (950-1003), del rey sueco Erico el Santo (h.1120-1160), del rey danés Erico de Pomerania (h.1382-1459) y de Erik Dale Roman, hijo del descubridor.

## Características orbitales
Eric está situado a una distancia media del Sol de 2,001 ua, pudiendo alejarse hasta 2,899 ua y acercarse hasta 1,103 ua. Tiene una inclinación orbital de 17,45 grados y una excentricidad de 0,4487. Emplea 1034 días en completar una órbita alrededor del Sol.
Eric es un asteroide cercano a la Tierra.

## Características físicas
La magnitud absoluta de Eric es 12,6. Tiene un periodo de rotación de 12,06 horas y un diámetro de 10,8 km. Está asignado al tipo espectral S de la clasificación SMASSII.